# Павлово-Жонське
Павлово-Жонське (пол. Pawłowo Żońskie, нім. Paulsfeld) — село в Польщі, у гміні Вонґровець Вонґровецького повіту Великопольського воєводства.
Населення — 327 осіб (2011).
У 1975-1998 роках село належало до Пільського воєводства.

## Демографія
Демографічна структура станом на 31 березня 2011 року:
|          | Загалом | Допрацездатний вік | Працездатний вік | Постпрацездатний вік |
| -------- | ------- | ------------------ | ---------------- | -------------------- |
| Чоловіки | 181     | 45                 | 125              | 11                   |
| Жінки    | 146     | 32                 | 89               | 25                   |
| Разом    | 327     | 77                 | 214              | 36                   |